# Бедфорд, Уильям
Уильям Бедфорд (англ. William Bedford; род. 14 декабря 1963, Мемфис, Теннесси) — американский профессиональный баскетболист, выступавший в Национальной баскетбольной ассоциации за команды «Финикс Санз», «Детройт Пистонс», «Сан-Антонио Спёрс», «Оклахома Сити Кавальри» и «Гранд-Рапидс Хоупс». На драфте 1986 года, был выбран Финиксом Санз, в первом раунде, шестым пиком. Играл на позиции центрового. Бедфорд стал чемпионом НБА в составе «Пистонс» в 1990 году.
Карьера спортсмена не задавалась, из-за употребления им наркотиков. Поэтому он не смог раскрыть свой потенциал. Два раза он был арестован за хранение наркотиков, в 1996 и 1997 годах. В 2001 году, Бедфорд был обвинён в перевозке 25 фунтов марихуаны в штате Мичиган. После ареста в Мичигане, он был снова арестован за марихуану ещё два раза, а в 2003 году получил 10-летний тюремный срок. Бедфорд был освобождён из тюрьмы в ноябре 2011 года. С 2012 года — тренер по баскетболу в Университете Мемфиса.